# Gonystylus nobilis
Gonystylus nobilis är en tibastväxtart som beskrevs av Airy Shaw. Gonystylus nobilis ingår i släktet Gonystylus och familjen tibastväxter. Inga underarter finns listade i Catalogue of Life.